# Перевозчикова, Ксения Александровна
Ксения Александровна Перевозчикова (12 апреля 1985, Пермь) — российская футболистка, защитница и нападающая.

## Биография
Воспитанница пермского спорта, в юности занималась мини-футболом, сноубордом, теннисом. После создания в городе клуба по большому футболу «Звезда-2005» спортсменка вошла в его состав и стала в 2006 году победительницей соревнований первого дивизиона России. В первое время выступала на позиции правого защитника, позднее стала играть нападающей. В 2007 году со своим клубом стала чемпионкой и обладательницей Кубка России, однако в этом сезоне уже не была игроком стартового состава. Забила один гол в высшей лиге, 3 июня 2007 года в ворота «Авроры» (6:0).
В 2008 году выступала за тольяттинскую «Ладу» в первом дивизионе, стала победительницей зонального турнира южной зоны, а в финальном турнире команда заняла второе место. Всего за сезон забила не менее 9 голов. В Кубке России 2008 года вместе с «Ладой» стала полуфиналисткой.
С 2010-х годов работала в пермской «Звезде» на административных должностях — начальником команды, управляющей. По состоянию на 2020 году — директор клуба.